# 剛果攀鼠屬
剛果攀鼠屬（学名：Deomys）是哺乳綱、囓齒目、马岛鼠科的一屬，本属只有剛果攀鼠屬（学名：Deomys ferrugineus）一种。其种加词“ferrugineus”意为“锈色的”、“深红色的”。